# Kinesiología

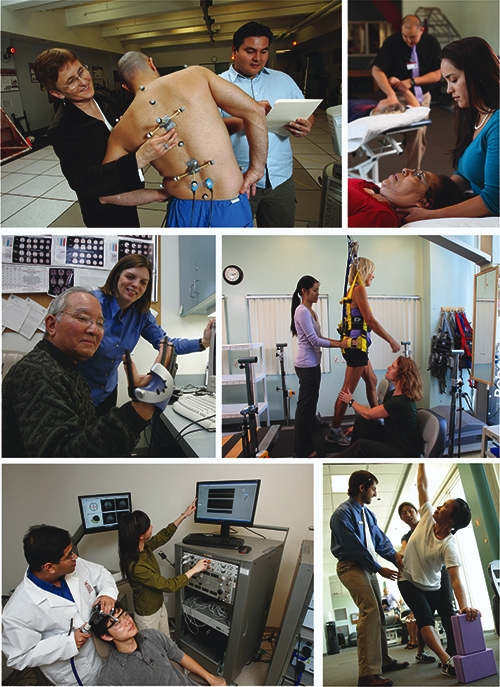
Una serie de imágenes que representan la investigación (izquierda) y la práctica (derecha) en el campo de la kinesiología académica.

La kinesiología o quinesilogía (del griego kínēsis 'movimiento', y logos, 'tratado, estudio') es el estudio científico del movimiento del cuerpo. La kinesiología aborda los principios y mecanismos de movimientos fisiológicos, biomecánicos y psicodinámicos. Las aplicaciones de la kinesiología a la salud humana (es decir, kinesiología humana) incluyen biomecánica y ortopedia (fuerza y acondicionamiento), psicología del deporte (control motor) adquisición de habilidades y aprendizaje motor, métodos de rehabilitación (terapia física y ocupacional) y fisiología del deporte y el ejercicio. Los estudios del movimiento humano y animal incluyen medidas de sistemas de seguimiento de movimiento, electrofisiología de la actividad muscular y cerebral. Así como varios métodos para monitorear la función fisiológica y otras técnicas de investigación cognitiva y conductual.

## Historia

El análisis de grabaciones del movimiento humano, iniciado por E. Muybridge, ocupa un lugar destacado en la kinesiología.

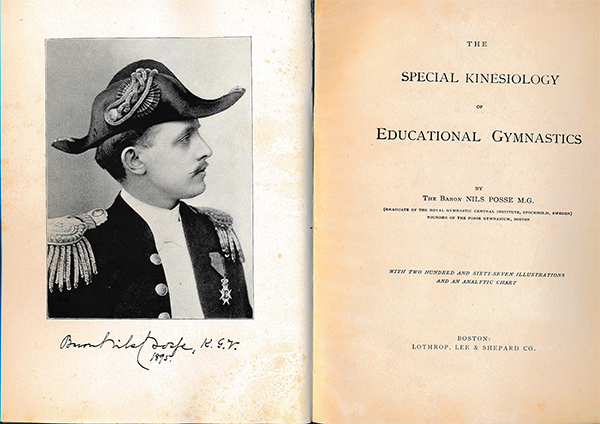
En 1894, el barón sueco Nils Posse (1862-1895) escribió el libro "La Kinesiología Especial de la Gimnasia Educativa".

El Royal Central Institute of Gymnastics fue fundado en 1813 en Estocolmo, Suecia por Pehr Henrik Ling. Fue la primera escuela de fisioterapia del mundo, formando a cientos de médicos gimnastas que difundieron la fisioterapia sueca por todo el mundo. En 1887, Suecia fue el primer país del mundo en otorgar una licencia estatal nacional a fisioterapeutas.
El médico gimnasta y kinesiólogo sueco Carl August Georgii, profesor del Instituto Real Central de Gimnasia en Estocolmo, fue quien creó y acuñó el término kinesiología en 1854.El término Kinesiología es una traducción literal al griego+españól de la palabra sueca original Rörelselära, que significa "ciencia del movimiento". Fue la base de la medicina gimnástica, la fisioterapia y terapia física original, desarrollada por más de 100 años en Suecia (a partir de 1813).
La nueva terapia médica creada en Suecia se llamó originalmente Rörelselära, y más tarde en 1854 se tradujo al nuevo término internacional "Kinesiología". La kinesiología consistía de casi 2000 movimientos físicos y 50 tipos diferentes de técnicas de terapia de masaje. Todos se usaban para afectar diversas disfunciones e incluso enfermedades, no solo en el aparato de movimiento, sino también en la fisiología interna humana. Así, la kinesiología clásica y tradicional original no era solo un sistema de rehabilitación para el cuerpo, o biomecánica como en la kinesiología académica moderna, sino también una nueva terapia para aliviar y curar enfermedades, al afectar el sistema nervioso autónomo, órganos y glándulas en el cuerpo.
En 1886, el médico gimnasta sueco Nils Posse (1862-1895) introdujo el término kinesiología en EE. UU. Nils Posse se graduó del Royal Gymnastic Central Institute en Estocolmo, Suecia y fue fundador del Posse Gymnasium en Boston, MA. y enseñaba en el Boston Normal School of Gymnastics. La Kinesiología Especial de la Gimnasia Educativa fue el primer libro escrito en el mundo con la palabra "Kinesiología" en el título del libro. Fue escrito por Nils Posse y publicado en Boston entre 1894 y 1895.
El primer departamento de kinesiología del mundo se inauguró en 1967 en la Universidad de Waterloo, Canadá.

## Principios

### Adaptación a través del ejercicio

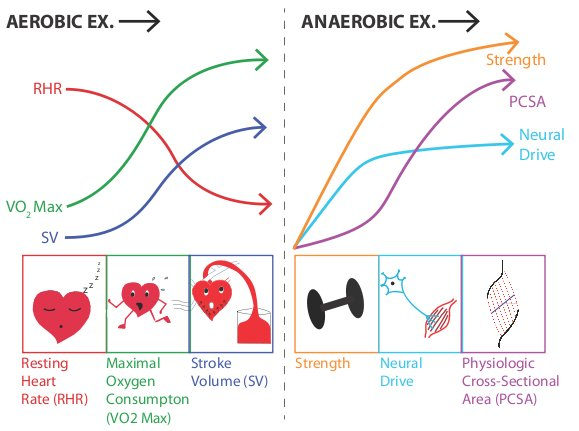
Resumen de adaptaciones a largo plazo al ejercicio aeróbico y anaeróbico regular. El ejercicio aeróbico puede causar varias adaptaciones cardiovasculares centrales, incluido un aumento en el volumen sistólico (VS) y la capacidad aeróbica máxima (VO_{2} máx), así como una disminución en la frecuencia cardíaca en reposo. Las adaptaciones a largo plazo al entrenamiento de resistencia, la forma más común de ejercicio anaeróbico, incluyen hipertrofia muscular, un aumento en el área de sección transversal fisiológica de músculos y un aumento en el impulso neural, ambos conducentes a un aumento de la fuerza muscular. Las adaptaciones neuronales comienzan más rápidamente y se estabilizan antes de la respuesta hipertrófica.

La adaptación a través del ejercicio es un principio clave de la kinesiología que se relaciona con la mejora del estado físico en los atletas, así como con la salud y el bienestar de las poblaciones clínicas. El ejercicio es una intervención simple y establecida para muchos trastornos del movimiento y afecciones musculoesqueléticas debido a la neuroplasticidad del cerebro y la adaptabilidad del sistema musculoesquelético. Se ha demostrado que el ejercicio terapéutico mejora el control neuromotor y las capacidades motoras tanto en poblaciones normales como patológicas.
Hay muchos tipos diferentes de intervenciones con ejercicio que se pueden aplicar en kinesiología a poblaciones atléticas, normales y clínicas. Las intervenciones de ejercicio aeróbico ayudan a mejorar la resistencia cardiovascular. Los programas de entrenamiento de fuerza anaeróbicos pueden aumentar la fuerza muscular, potencia y la masa corporal magra. Se puede atribuir una disminución del riesgo de caídas y un aumento del control neuromuscular a los programas de intervención del equilibrio. Los programas de flexibilidad pueden aumentar el rango funcional de movimiento y reducir el riesgo de lesiones.
En conjunto, los programas de ejercicio pueden reducir los síntomas de depresión y el riesgo de enfermedades cardiovasculares y metabólicas. Además, pueden ayudar a mejorar la calidad de vida, los hábitos de sueño, la función del sistema inmunológico y la composición corporal.

### Neuroplasticidad

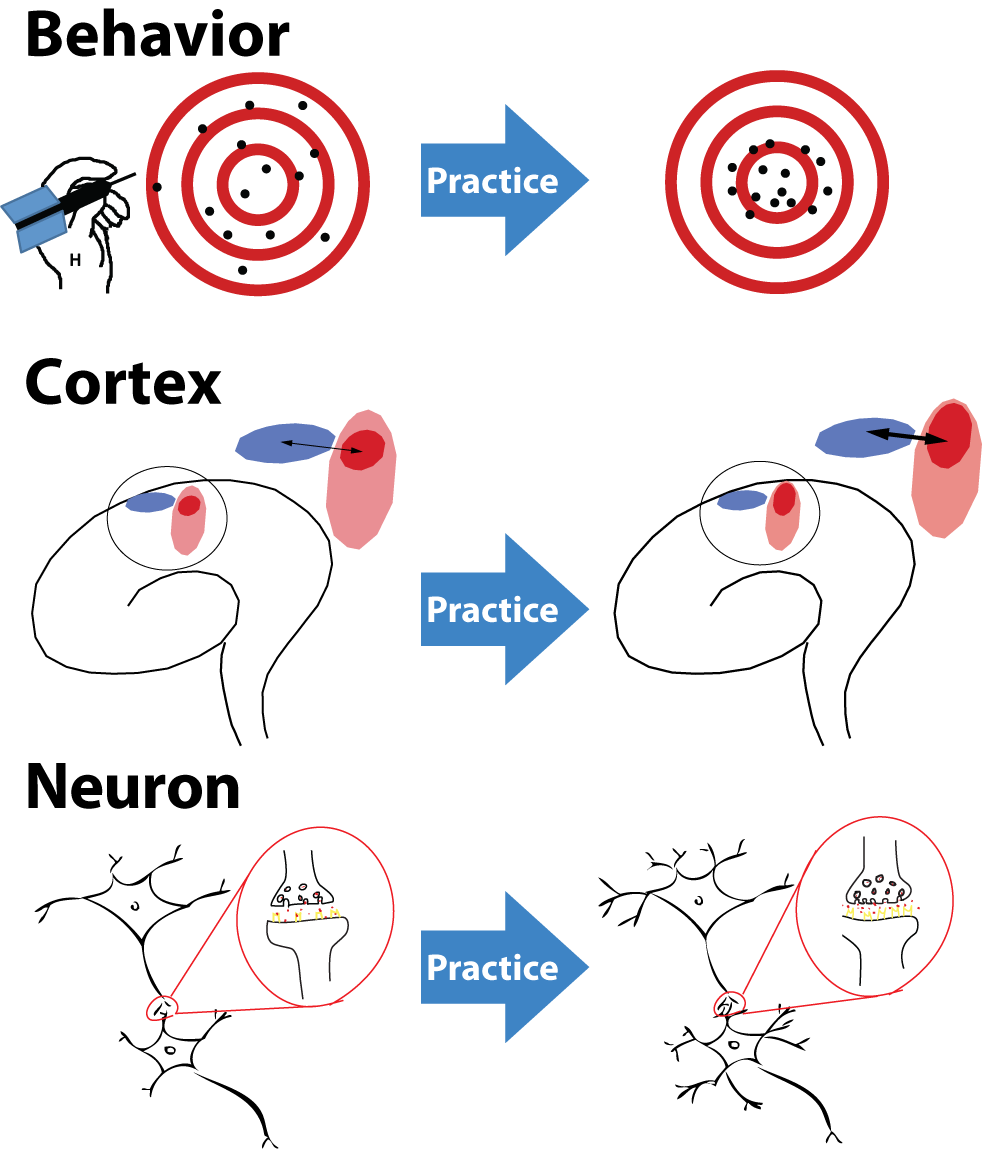
La plasticidad adaptativa junto con la práctica en tres niveles: En el nivel de comportamiento, el desempeño (por ejemplo, tasa de éxito y precisión) mejoró después de la práctica. A nivel cortical, las áreas de representación motora de los músculos actuantes se agrandan. Se refuerza la conectividad funcional entre la corteza motora primaria y el área motora suplementaria. A nivel neuronal el número de dendritas y neurotransmisores aumenta con la práctica.

La neuroplasticidad también es un principio científico clave utilizado en kinesiología para describir cómo se relacionan el movimiento y los cambios en el cerebro. El cerebro humano se adapta y adquiere nuevas habilidades motoras basadas en este principio, lo que incluye cambios cerebrales tanto adaptativos como desadaptativos.
Plasticidad adaptativa
La evidencia empírica reciente indica el impacto significativo de la actividad física en la función cerebral. Por ejemplo, una mayor cantidad de actividad física se asocia con una función cognitiva mejorada en los adultos mayores. Los efectos de la actividad física se pueden distribuir por todo el cerebro, dando como resultado una mayor densidad de materia gris e integridad de la materia blanca después del entrenamiento físico, y / o en áreas específicas del cerebro, como una mayor activación en la corteza prefrontal y el hipocampo. La neuroplasticidad es también el mecanismo subyacente de la adquisición de habilidades. Por ejemplo, después de un entrenamiento a largo plazo, los pianistas mostraron una mayor densidad de materia gris en la corteza sensoriomotora e integridad de la materia blanca en la cápsula interna en comparación con los no músicos.
Plasticidad desadaptativa
La plasticidad desadaptativa se define como neuroplasticidad con efectos negativos o consecuencias perjudiciales en la conducta. Pueden ocurrir anomalías del movimiento entre personas con y sin lesiones cerebrales debido a una remodelación anormal en el sistema nervioso central. La falta de uso aprendido es un ejemplo que se observa comúnmente entre los pacientes con daño cerebral, como un accidente cerebrovascular. Pacientes que han sufrido un accidente cerebrovascular han aprendido a suprimir el movimiento parético de las extremidades después de una experiencia fallida en el uso de la mano parética. Esto puede causar una disminución de la activación neuronal en áreas adyacentes a la corteza motora infartada.
En la práctica clínica y la investigacióna existen muchos tipos de terapias diseñadas para superar la plasticidad desadaptativa, como por ejemplo la terapia de movimiento inducida por restricción, el entrenamiento en cinta rodante con soporte de peso corporal y la terapia de realidad virtual. Se ha demostrado que estas intervenciones mejoran la función motora en las extremidades paréticas y estimulan la reorganización cortical en pacientes con daño cerebral.

### Redundancia motora

Animación que ilustra el concepto de redundancia motora: la acción motora de poner el dedo en contacto con un punto en el espacio se puede lograr utilizando una amplia variedad de configuraciones de las extremidades.

La redundancia motora es un concepto ampliamente utilizado en kinesiología el cual establece que, para cualquier tarea que el cuerpo humano pueda realizar, existe efectivamente un número ilimitado de formas en que el sistema nervioso podría lograr esa tarea. Esta redundancia aparece en múltiples niveles en la cadena de ejecución motora:
- La redundancia cinemática significa que para una ubicación final deseada (por ejemplo, de la mano o un dedo), existen muchas configuraciones de las articulaciones que producirían la misma ubicación final en el espacio.
- La redundancia muscular significa que el mismo torque articular neto podría ser generado por muchas contribuciones relativas diferentes de músculos individuales.
- La redundancia de unidades motoras significa que para la misma fuerza muscular neta, la fuerza podría ser generada por muchas contribuciones relativas diferentes de unidades motoras dentro de ese músculo.

El concepto de redundancia motora se explora en numerosos estudios, generalmente con el objetivo de describir la contribución relativa de un conjunto de elementos motores (por ejemplo, músculos) en varios movimientos humanos, y cómo estas contribuciones pueden ser predichas a partir de una teoría integral. Han surgido dos teorías distintas (pero no incompatibles) sobre cómo el sistema nervioso coordina elementos redundantes: Simplificación y optimización:
- En la teoría de la simplificación, los movimientos complejos y las acciones de los músculos se construyen a partir de movimientos más simples, a menudo conocidos como primitivos o sinergias, lo que resulta en un sistema más simple de controlar para el cerebro.[69][70]
- En la teoría de la optimización, las acciones motoras surgen de la minimización de un parámetro de control, como el costo energético del movimiento o errores en el desempeño del movimiento.[71]

## Alcance de la práctica
Los kinesiólogos trabajan en una variedad de roles como profesionales de la salud: Como proveedores de rehabilitación en hospitales, clínicas y entornos privados que trabajan con poblaciones que necesitan atención por afecciones musculoesqueléticas, cardíacas y neurológicas. Proporcionan rehabilitación a personas lesionadas en el trabajo y en accidentes de tráfico. También trabajan como especialistas en evaluación funcional, fisioterapeutas, ergonomistas, especialistas en reincorporación al trabajo, administradores de casos y evaluadores médicos legales. Se pueden encontrar en entornos hospitalarios, de atención a largo plazo, clínicas, laborales y comunitarias. Además, la kinesiología se aplica en áreas de salud y acondicionamiento físico para todos los niveles de atletas, pero se encuentra con mayor frecuencia en el entrenamiento de atletas de élite.
Los kinesiólogos que trabajan en el entrenamiento atlético lo hacen en cooperación con médicos. Estos preparadores físicos se esfuerzan por evitar que los deportistas sufran lesiones, diagnosticarlas si han sufrido alguna lesión y en caso necesario aplicar el tratamiento adecuado.